# Voïvodie de Płock
Pour les articles homonymes, voir Płock (homonymie).
Ne doit pas être confondu avec Voïvodie de Płock (1495–1793).
La voïvodie de Płock, en polonais województwo płockie, était une ancienne division administrative polonaise.

## De 1495 à 1793
La voïvodie de Płock a été une division administrative du royaume de Pologne, puis de la république des Deux Nations de 1495 jusqu'aux partitions de la Pologne en 1772–1795. Elle faisait partie de la province de Mazovie.

## De 1816 à 1837
À la suite de la création du royaume du Congrès, la voïvodie de Płock fut recrée en 1816 sur la base de l'ancien département de Płock du duché de Varsovie. En 1837, elle fut transformée en gouvernement de Płock.

## De 1975 à 1998
Lors de la réorganisation administrative de 1975 de la république populaire de Pologne, la voïvodie de Płock fut recréée une troisième fois. Elle fut dissoute par la troisième république lors de la réforme de 1998, et partagée entre la voïvodie de Mazovie et la voïvodie de Łódź.

### Bureaux de district
Sur la base de la loi du 22 mars 1990, les autorités locales de l'administration publique générale ont créé 5 régions administratives associant une douzaine de municipalités.
Bureau de district de Kutno
- Gminy

1. Bedlno
2. Dąbrowice
3. Kiernozia
4. Krosniewice
5. Krzyzanow
6. Kutno
7. Lanieta
8. Nowe Ostrowy
9. Oporów
10. Pacyna
11. Strzelce
12. Szczawin Kościelny
13. Żychlin

- Ville

1. Kutno

Bureau de district de Łęczyca
- Gminy

1. Daszyna
2. Góra Świętej Małgorzaty
3. Łęczyca
4. Piątek
5. Witonia

- Ville

1. Łęczyca

Bureau de district de Płock
- Gminy

1. Bielsk
2. Bodzanów
3. Brudzeń Duży
4. Bulkowo
5. Czerwińsk nad Wisłą
6. Drobin
7. Gąbin
8. Gostynin
9. Iłów
10. Łąck
11. Mała Wieś
12. Nowy Duninów
13. Radzanowo
14. Sanniki
15. Słubice
16. Słupno
17. Stara Biał
18. Staroźreby
19. Wyszogród

- Villes

1. Gostynin
2. Płock

Bureau de district de Sierpc
- Gminy

1. Gozdowo
2. Mochowo
3. Rościszewo
4. Sierpc
5. Szczutowo
6. Zawidz

- Ville

1. Sierpc

### Villes
Population (31 décembre 1998)
- Płock – 131 011
- Kutno – 50 592
- Gostynin – 20 435
- Sierpc – 19 857
- Łęczyca – 16 531
- Żychlin – 10 012
- Krośniewice – 4475
- Gąbin – 4305
- Drobin – 3138
- Wyszogród – 2907